# Thermocyclops iwoyiensis
Thermocyclops iwoyiensis is een eenoogkreeftjessoort uit de familie van de Cyclopidae. De wetenschappelijke naam van de soort is voor het eerst geldig gepubliceerd in 1952 door Onabamiro.